# Нибердинг, Арнольд
Рудольф Арнольд Нибердинг (нем. Rudolf Arnold Nieberding; 4 мая 1838, Кониц, Западная Пруссия — 10 октября 1912, Берлин, Германская империя) — немецкий юрист и государственный деятель, статс-секретарь имперского ведомства юстиции Германской империи (1893—1909).

## Биография
Родился в семье директора гимназии Карла Нибердинга (1805—1892). Он вырос в Рекклингхаузене, поскольку в 1843 г. его отцу было поручено руководство гимназией Петринум. Изучал право в Бреслау, Гейдельберге и Берлине и сдал экзамен «с отличием». В 1861 г. завершил референдиат (подготовительная юридическая служба) в правительстве Потсдама и поступил на прусскую государственную службу.
В 1863 г. был назначен старшим государственным чиновником (Regierungsassessor) правительства в Бреслау. В 1866 г. опубликовал фундаментальный труд о водном праве и водной полиции в прусском государстве. В том же году перешел на работу в прусское министерство торговли. Под псевдонимом Th. Ph. Berger он опубликовал аннотированное издание «Имперское промысловое уложение» от 21 июня 1869 г., которое до 1902 г. выдержало 16 переизданий.
С 1869 г. перешел во вновь созданную рейхсканцелярию, через три года получил звание титулярного советника. С 1889 г. занимал пост директора второго департамента Имперского ведомства внутренних дел. В 1893 г. ему было присвоено звание действительного тайного советника.
С 1893 по 1909 г. — статс-секретарь имперского ведомства юстиции. Сыграл ключевую роль в принятии Германского гражданского уложения. После 1900 г. сосредоточился на реформировании уголовного и уголовно-процессуального кодексов, а также внесении поправок в торговый кодекс.
Именем Нибердинга названы улицы в Эссене, Мюнстере, Рекклингхаузене и других городах.